# Lady Sovereign
Lady Sovereign (født Louise Amanda Harman 19. december 1985) er en engelsk hip-hop sangerinde.
Louise Harman er opvokset i et råt miljø i det nordvestlige London. Som 14-årig begyndte hun at lave egne rapnumre med udgangspunkt i sine oplevelser i dette miljø. Hun lagde noget af sit materiale ud på internettet under navnet Lady Sovereign sammen med sit billede, men fik i første omgang negative reaktioner fra det amerikanske rap-miljø: "Du er hvid. Du er pige. Du er britisk. Du er lort."
Et par år senere droppede hun ud af skolen og fik på et tidspunkt et job i forbindelse med indspilningen af en skole-tv-film, og hun fik producerne overtalt til at lade hende lave musikken til filmen. Demo-båndet til filmen kom i hænderne på en pladeproducer, der var ved at lave en plade med mandlige og kvindelige rappere med titlen "The Battle", og han ville gerne have Lady Sovereign med.
Dette gav hende (samt de øvrige deltagere i projektet) en pladekontrakt, og hun udsendte flere singler, der solgte fornuftigt. Ligeledes lagde hun fortsat materiale ud på internettet, hvilket også medvirkede til at udbrede kendskabet til hende. I slutningen af 2005 mødte hun hip-hop-stjernen Jay-Z, og da hun på hans opfordring improviserede et freestyle-nummer, skrev han kontrakt med hende til sit amerikanske pladeselskab Def Jam. Hendes første nummer her var Hoodie, der blev et mindre hit. Hun udsendte i kølvandet heraf albummet Public Warning, der udkom i efteråret 2006.
Hun samarbejdede med gruppen The Ordinary Boys, med hvem hun udsendte en ny udgave af et af sine tidligere numre, 9 to 5, nu med titlen Nine2Five, der nåede en top-10 placering i England. Hun har siden udsendt singlen Love Me or Hate Me, der også fik pæn succes.
I slutningen af 2006 var hun på turne i USA, og var i 2007 blandt andet opvarmningsnavn på Gwen Stefanis koncertturne.